# Ahmed Mahamoud Silanyo
Ahmed Mohamed Mahamoud Silanyo (en somali : Axmed Maxamed Maxamuud, « Siilaanyo »), né en 1936 à Burao (Somalie britannique) et mort le 15 novembre 2024 à Hargeisa (Somaliland), est un homme politique somalilandais.
Il est l'ancien président du parti de la Paix, de l'unité et du Développement (Kulmiye) et du Somaliland, une république auto-proclamée, mais reconnue comme un État fédéré de la Somalie. Se présentant comme candidat d'opposition, Silanyo est élu président en juin 2010.
Il est un des chefs de la rébellion contre la dictature de Siad Barre en 1988.

## Biographie
Ahmed Mahamoud Silanyo naît en 1938 dans la ville de Burao située dans l'ancien protectorat britannique du Somaliland au Moyen-Orient.
Surnommé « Silanyo », il est issu du clan Habr Je'lo (en) de l'Isaaq. Ahmed Mohamoud Silanyo est le troisième enfant d'une fratrie de quatre. Son père est un marin marchand, la famille vivait donc à demi-nomade et à moitié sédentaire. Il est le seul enfant de la famille à suivre une éducation formelle, encouragée par un oncle qui avait une forte influence sur sa jeunesse. Ses frères ont suivi les traces de leur père, devenant marins.

### Études
De 1946 à 1957, Ahmed Mahamoud Silanyo étudie dans les collèges d'enseignement général dans les villes de Sheekh et Amud en Somaliland. Il obtient le niveau avancé du General Certificate of Education (GCE) à Londres (Angleterre), de 1958 à 1960. Il poursuit alors ses études à l'université de Manchester et obtient une licence en économie (1960-1963). Il achève son master en économie de l'Université de Manchester en 1966.

### Carrière
À titre professionnel, entre 1965 et 1969, Ahmed Mahamoud Silanyo a été fonctionnaire au ministère de la Planification et de la Coordination (en) à Mogadiscio, au début de l'administration civile de la Somalie. Il a également été ministre national du Plan et de la Coordination (1969-1973), ministre du Commerce (1973-1978 et 1980-1982) et président du Conseil économique national (1978-1980) au sein du gouvernement socialiste suivant.

### Famille et vie privée
Ahmed Mahamoud Silanyo est musulman. Il a rencontré sa femme, Amina-Weris Sh. Mohamed, à la fin des années 1960. Comme lui, elle a terminé ses études d'infirmière et de sage-femme en Angleterre. Elle est l’une des pionnières des femmes éduquées somaliennes. Ils se sont mariés à Mogadiscio en 1968. Elle a été une partenaire solide à ses côtés pendant les longues et turbulentes périodes de sa carrière politique. Ils ont cinq enfants et sept petits-enfants.